# Список персонажей мультфильма «Холодное сердце»
Здесь представлен список всех основных и второстепенных персонажей диснеевского мультфильма «Холодное сердце», снятого в 2013 году.

Основные персонажи: Анна, Эльза, Ханс, Свен, Олаф, Кристофф.

## Главные герои

### Анна
Принцесса Анна (англ. Princess Anna) — вторая  главная героиня мультфильма «Холодное сердце». Анну сложно назвать изящной, ей скорее присущи такие черты как смелость, оптимизм и вера в лучшее в людях. Анна сначала действует и только потом думает. Она очень хочет воссоединиться с сестрой Эльзой, с которой они были близки в детстве. Когда Эльза раскрывает свой секрет и одновременно нечаянно заточает королевство Эренделл в вековые льды, Анна отправляется в долгое и опасное путешествие, чтобы исправить ситуацию. Вооружившись только своей отвагой и умением никогда не сдаваться, Анна намерена вернуть королевство и свою сестру.
У Анны от рождения рыжие волосы, но после случая с магией Эльзы у девушки появилась белая прядь. Когда сестра нечаянно заморозила сердце Анны, все волосы девушки стали седыми, однако вернулись к прежнему цвету (уже без белой пряди) после оттаивания в конце фильма. В русском прокате озвучивает Наталия Быстрова.

### Эльза
Королева Эльза (англ. Queen Elsa) — королева Эренделла, от рождения обладает даром создавать снег и лед. Первая  главная героиня мультфильма. Со стороны она предстаёт сдержанной и замкнутой. Но внутри у неё бушует настоящая буря эмоций — ей приходится жить в страхе и постоянно подавлять свой волшебный дар. Но однажды, не справившись со своими силами, она подвергла опасности свою младшую сестру Анну. С тех пор Эльза вынуждена скрываться от внешнего мира, держа на расстоянии всех, кто ей дорог, включая сестру. На балу после своей коронации, Эльза вновь не справляется со своим магическим даром и погружает Эренделл во власть вечной зимы. Опасаясь, что она может принести ещё больше вреда, королева Эльза бежит из своего замка и скрывается высоко в горах, убеждённая, что никто не сможет ей помочь. В русском прокате её озвучила джазовая певица Анна Бутурлина.

### Кристофф
Кристофф Бьоргман (англ. Kristoff Bjorgman) — главный мужской персонаж мультфильма. Совершенно не любит сидеть дома, его всегда манили горы, где он и живет, добывая и продавая лед в королевстве Эренделл. Кристофф живет по своим собственным правилам и его сложно назвать чутким к чувствам других людей. Со стороны может показаться что он - одиночка, но на деле он связан очень тесной дружбой с забавным оленем Свеном. Кристоффа вырастили каменные тролли и своими манерами он явно не похож на сказочного принца Ханса. Однако, ради своих друзей парень пойдет на многое. В русском дубляже мультфильма, Кристоффа озвучивает российский актёр театра и кино Андрей Бирин.
С развитием сценария «Холодного сердца», персонаж Кристоффа перетерпел массу изменений. По словам главного сценариста мультфильма, Пола Бриггса, Кристофф изначально был «человеком нескольких слов, с глубокой связью к природе, очень твёрдым, угрюмым и грубым». Но вскоре сценаристы решили, что персонаж получается очень веселым.

### Ханс
Принц Ханс Вестергорд (англ. Prince Hans Westergaard) — очаровательный молодой принц, антипод Кристоффа и главный антагонист фильма. Он приезжает в Эренделл на коронацию Эльзы с Южных Островов. Ханс — младший из 13 братьев и, как и Анна, знает, каково это — чувствовать себя невидимкой в собственной семье. Они с Анной быстро находят общий язык, и принц обещает ей, что для него она всегда будет в центре внимания. Однако всё это было обманом, чтобы заставить Анну обручиться с ним, и получить корону, которую «не получить тринадцатому принцу никак, кроме женитьбы». В конце его отправляют домой, под суд двенадцати братьев. В русском дубляже мультфильма, Ханс говорит голосом российского певца Димы Билана.

### Олаф
Олаф (от англ. Olaf) — говорящий снеговик, очаровательный, забавный и храбрый, такой же, как и тот которого Анна и Эльза слепили в детстве. Олаф любит жаркие объятия и мечтает попасть в лето. В конце мультфильма Эльза дарит снеговику его собственную тучку, чтобы он не растаял летом. В русском прокате говорит голосом певца Сергея Пенкина.

## Второстепенные персонажи

### Свен
Свен (англ. Sven) — добродушный, весёлый и довольно умный олень, верный друг Кристоффа. Предан своему хозяину и друзьям, никогда не бросает их в беде. Очень любит морковку, однако всегда делит её с Кристоффом пополам..

### Герцог Варавский
Ге́рцог Вара́вский (англ. Duke of Weselton, Алан Тьюдик) — вторичный антагонист фильма, правитель одноимённого герцогства. Желая наладить выгодные торговые отношения с Эренделлом, он готов на всё, чтобы войти в доверие к новой королеве. Но как только тайна Эльзы раскрывается, он первый  и пытается настроить против неё собственных подданных. Для жадного герцога все средства хороши, чтобы добраться до сокровищ Эренделла. Не любит, когда его называют Воровским (хотя это верно подчеркивает его натуру).

### Зефирка
Зефирка — огромный снежный монстр, рожденный с помощью магии Эльзы. Он охраняет её дворец от злоумышленников и незваных гостей. Зефирка много не говорит, но вид у него весьма угрожающий.

### Окен
Окен — владелец лавки товаров для летнего отдыха (вынужденный из-за внезапной зимы завести и «зимний отдел») и сауны. Он добрый и всегда готов помочь, но не стоит переходить ему дорогу, он не обделён силой и не колеблясь выкинет из своего заведения любого нарушителя. 